# Michelangelo Pira
Michelangelo Pira (Bitti, 1938 - Quartu Sant'Elena, 5 de junio de 1980), más conocido con su nombre sardo Mialinu Pira, fue un periodista, antropólogo, político y escritor sardo. Escribía en idiomas sardo e italiano. Fue uno de los primeros en publicar estudios sobre el sardo y sus problemas.
Pertenecía a una familia de pastores. Perdió a su madre de muy joven, de manera que se trasladó a Oschiri con su padre, donde trabajaba de pastor de ovejas. Estudió en el liceo de Sassari, y se licenció en letras en la Universidad de Cagliari. Dio clases de antropología cultural e historia del periodismo en la Facultad de Ciencias Políticas. Impresionado por las teorías de Antonio Pigliaru y Antonio Gramsci comenzó a escribir su opinión sobre los temas relacionados con la lengua y la cultura sardas. En 1968 desarrolló un análisis original de los problemas lingüísticos de Cerdeña, abordando por vez primera el peligro de extinción de la lengua sardo debido a su desuso.
Su obra más importante es La rivolta dell’oggetto, publicada en 1978, donde abordaba el problema de la identidad a través de la inversión de la relación de dependencia de la cultura sarda, considerando posible un desarrollo alternativo de la organización social y educativa donde la sociedad se convertiría en la base de una educación continua. Colaboró en la revista Ichnusa y en otras publicaciones periódicas.

## Obras
- Sardegna tra due lingue, Cagliari, La Zattera 1968
- La rivolta dell'oggetto, Giuffré, Milán, 1978
- Antropologia della Sardegna, Milán, Giuffré, 1978
- Paska Devaddis, per un teatro dei sardi, Edizioni della Torre, 1981
- Sos Sinnos, Edizioni della Torre, 1983
- Isalle, AM&D Edizioni, 1996
- Il Villaggio elettronico, 1997